# Falun–Rättvik–Mora Järnväg
Falun-Rättvik-Mora Järnväg (FRMJ) är det ursprungliga namnet på den järnväg som förband dessa orter och som så småningom förlängdes till Orsa, liksom på bolaget bakom banan.

## Historia
På initiativ av bland andra landshövdingen i Kopparbergs län, Curry Treffenberg, gjordes en undersökning 1885 av förutsättningar och kostnader för en  järnvägslinje från Falun till Rättvik. Undersökningen genomfördes av ingenjör Johan Danielsson. Den totala kostnaden för anläggandet av järnvägslinjen bedömdes bli 1,7 Mkr och trafiken beräknades ge ett årligt överskott av 60 000 kr. Bland de tänkta finansiärerna fanns Gävle stad och Gävle-Dala järnväg (GDJ). Stora Kopparbergs Bergslags AB inbjöds också som finansiär men bolaget krävde att banan skulle gå vidare till Mora.
Falun-Siljans Järnvägsaktiebolag (senare namnändrat till Falun-Rättviks Järnvägs Aktiebolag (FRJ)) konstituerades i december 1885 och koncession söktes för järnvägslinjen Falun-Rättvik. FRJ fick koncessionen i april 1886.  Styrelsen i FRJ fortsatte att arbeta för att kunna förlänga järnvägslinjen till Mora-Noret och säkrade finansieringen för hela järnvägslinjen. Koncession söktes och beviljades i september 1887. Under 1888 bytte bolaget slutligen namn till  Falun-Rättvik-Mora Järnvägsaktiebolag. Bolaget sökte koncession på byggandet järnvägslinjen från Mora-Noret till Orsa 1889.  Det skedde i konkurrens med Mora-Vänerns järnväg (MVJ).  Orsa socken valde att ge koncession till FRMJ i juni 1891.
Byggnadsarbetet av bandelen Falun-Rättvik börjades 1887 och leddes av byggmästaren Carl Jehander till ett avtalat pris om 865.000 kr. Jehander ledde också arbetet med bandelarna från Rättvik till  Mora-Noret och  Mora-Noret till Orsa till avtalat pris om 405.000 kr resp 189.000 kr.   
Samtidigt med att hela järnvägslinjen Falun - Rättvik- Mora-Noret - Orsa stod klar 1892 öppnade MVJ bandelen från Mora till Vansbro. Det stod klart att en sammanbindningsbana över Österdalälven behövdes mellan  stationerna i Mora och Mora-Noret. Mora Älvdalens Järnvägsaktiebolag (MEJ) fick 1894 koncession på anläggandet järnvägslinjen från Mora-Noret till Älvdalen. MEJ avstod koncessionen på sträckan från Mora-Noret till Mora till FMRJ 1895. Efter överenskommelse med Mora tingslag byggdes en kombinerad lands- och järnvägsbro över Österdalälven med statsbidrag som uppgick till 2/3 av kostnaden och den två km långa sammanbindningsbanan. Mär MEJ försatts i konkurs förvärvade GDJ MEJ på exekutiv auktion 1908 för en köpeskilling uppgående till 480 000 kr. Från 1909 övertog FRMJ trafik och administration på sträckan från Mora - Älvdalen. Bandelen Mora - Mora-Noret såldes till staten 1918 för att bli en del av inlandsbanan mellan Kristinehamn och Gällivare. 1920 togs FRMJ upp i GDJ blev del i en huvudlinje i detta bolags trafik.

## Händelser
- 30 maj 1958. En banarbetare omkom när en motordressin kolliderade med en trampdressin vid Årbohedens grusgrop mellan Slättberg och Sågmyra.[5]
- 5 september 1958. 9 personer omkom 11 personer skadades vid en kollision mellan ett rälsbusståg och ett provtåg 2 km väster om Grycksbo station vid Tansbo. Olyckan kallas för Grycksboolyckan. [6]

## Nedläggning och nutid
Rättvik – Mora ingår i vad Trafikverket idag kallar Dalabanan, medan Mora – Orsa sedan 1918 är en del av Inlandsbanan. Dalabanan trafikeras idag såväl av persontåg, för vilka Tåg i Bergslagen och SJ är operatörer, som av gods. Mora – Orsa har godstrafik och sommartid persontåg i ."turisttrafik"-koncept av Inlandsbanan AB. 1 september 1961 lades persontrafiken ned på sträckan Mora - Älvdalen. Kungliga järnvägsstyrelsen beslutade i november 1964 lägga ner det mesta av trafiken på bandelen Falun-Rättvik. 1 december 1965 lades persontrafiken ned på sträckan Falun - Grycksbo, 1 december 1965 lades all trafik ned på sträckan Grycksbo - Rättvik, 1 september 1987 lades godstrafiken ned mellan Falun Norra och Grycksbo och 1 juni 1990 lades godstrafiken ned mellan Falun Central och Falun Norra. Mellan Grycksbo och Rättvik revs spåren upp 1966-1967. Vid den spårtriangel som funnits norr om Mora-Norets station är spåret från Rättvik direkt mot Orsa upprivet, så att eventuella transporter mellan dessa orter måste åka in mot Mora station och byta åkriktning.Grycksbo – Falun var nedlagd mellan 1987 och 2003, då godstrafik till Grycksbo pappersbruk återupptogs med Green Cargo som operatör.
Dalabanan är idag elektrifierad, medan Falun – Grycksbo (inofficiellt kallad Grycksbobanan) och Mora – Orsa, liksom resten av Inlandsbanan, saknar elektrifiering.

## Banprofil och tidtabeller

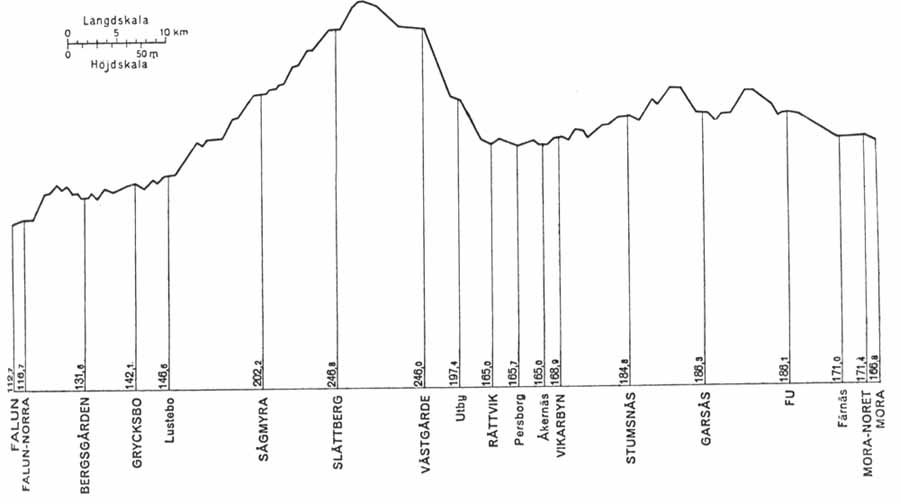
Banprofil Falun-Mora
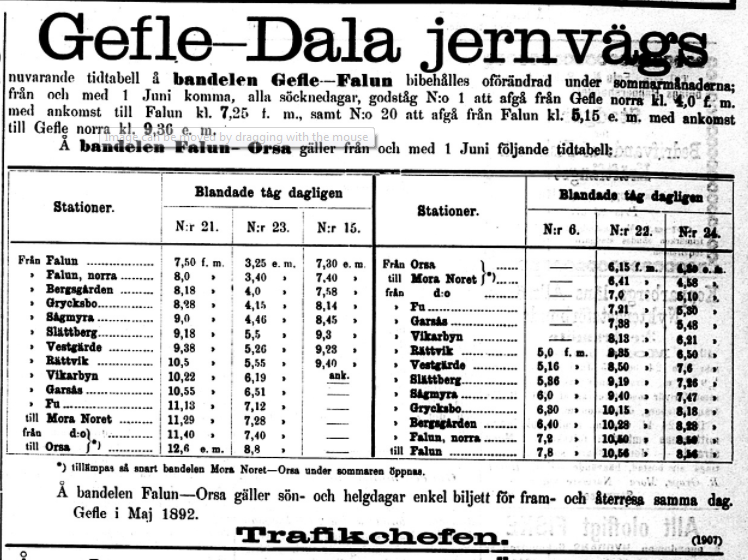
Tidtabell Falun-Orsa 1892

## Kartor från 1926

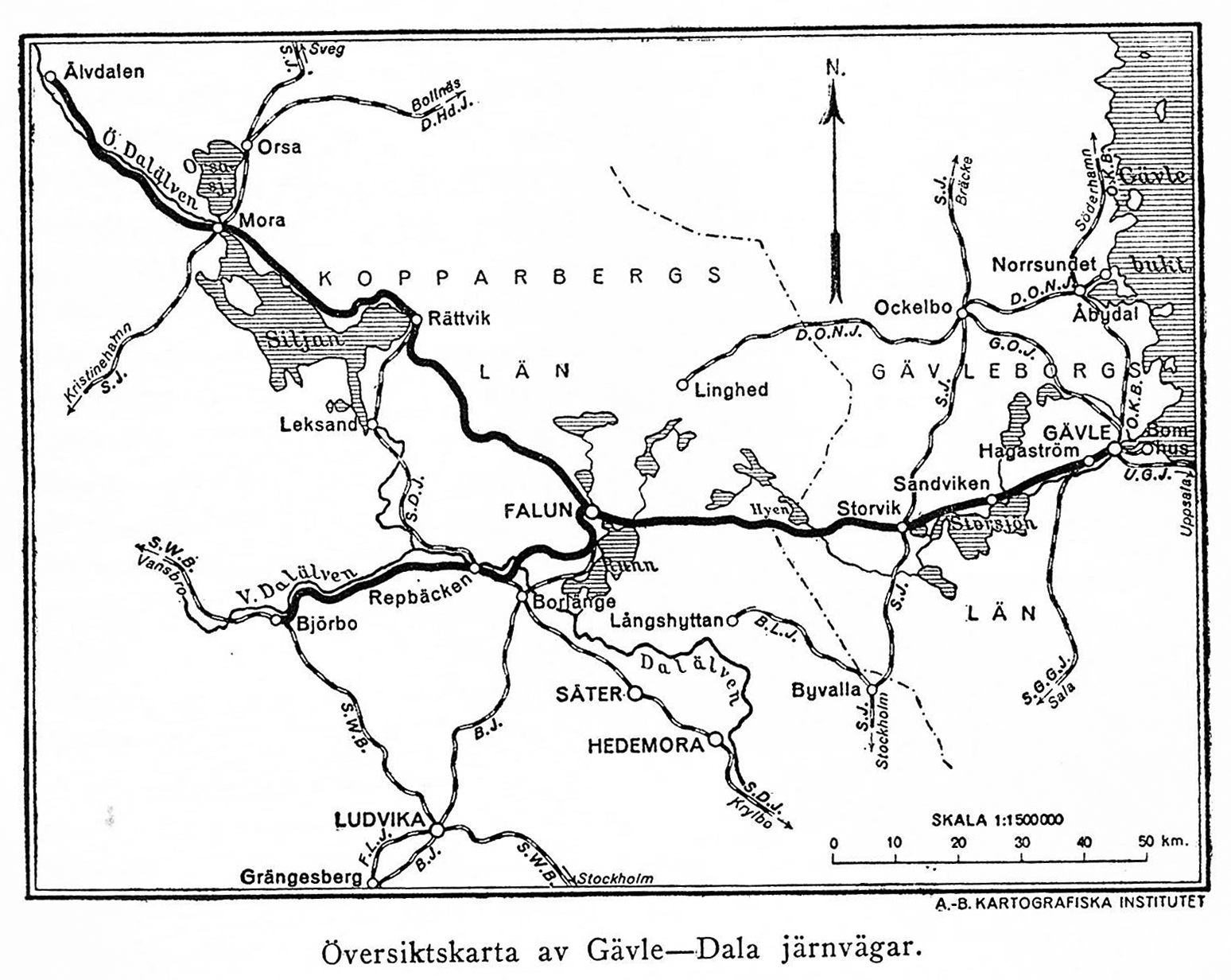
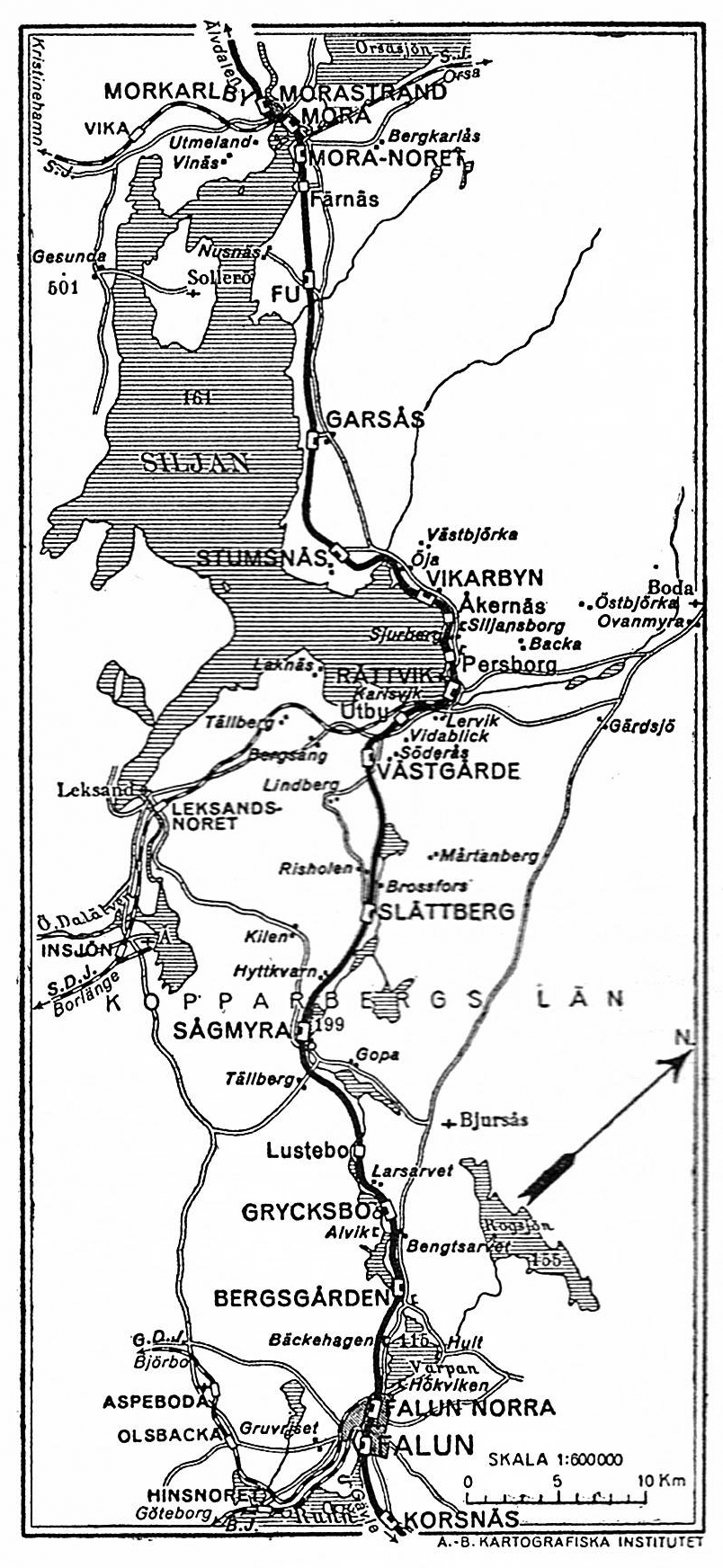
Falun-Mora
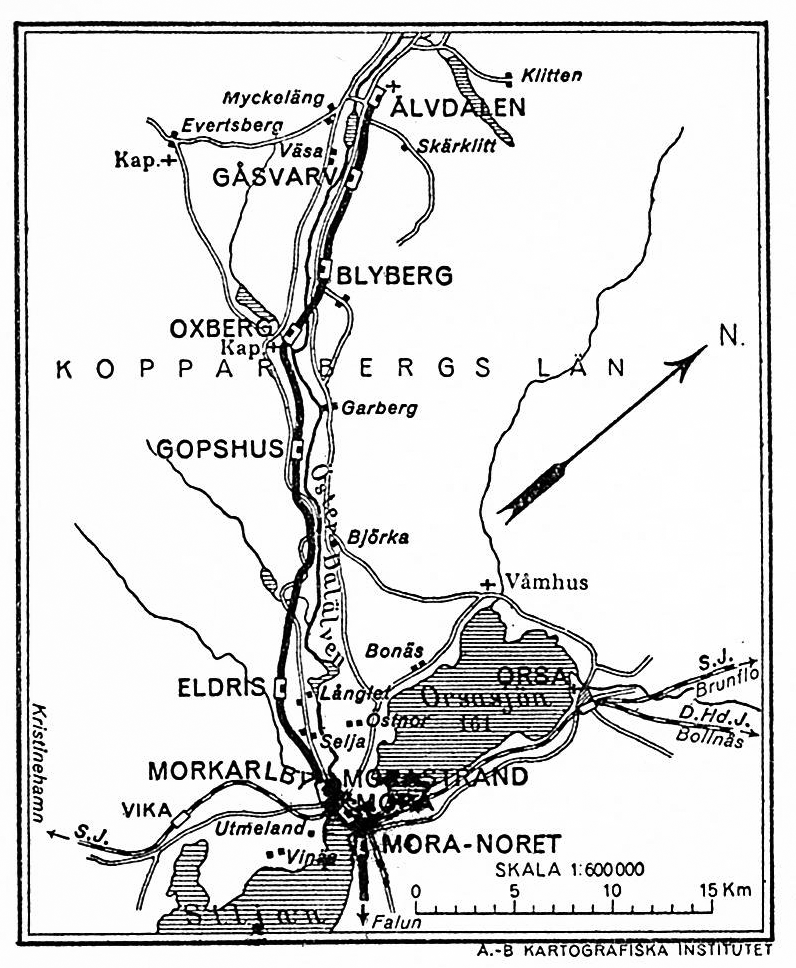
Mora-Älvdalen